# سید حسین بشارت
سیدحسین بشارت از سیاستمداران ایرانی بود، که در دوره‌  بیستم بعنوان نماینده مینودشت در مجلس شورای ملی حضور داشت.